# Zeyyat Selimoğlu
Zeyyat Selimoğlu (Istanbul, 31 mars 1922- ibidem, 1er juillet 2000) était un écrivain et traducteur turc.
Il étudia à la Deutsche Schule Istanbul et le droit à l'université d'Istanbul.
Il traduisit Heinrich Böll, Friedrich Dürrenmatt ou Johann Wolfgang von Goethe vers le turc.

## Prix
- 1970: Sait Faik Hikâye Armağanı